# Promozione Trentino-Alto Adige 1977-1978
Nella stagione 1977-1978 la Promozione era il quinto livello del calcio italiano (il massimo livello regionale). Qui vi sono le statistiche relative al campionato in Trentino-Alto Adige.
Il campionato è strutturato in vari gironi all'italiana su base regionale, gestiti dai Comitati Regionali di competenza. Promozioni alla categoria superiore e retrocessioni in quella inferiore non erano sempre omogenee; erano quantificate all'inizio del campionato dal Comitato Regionale secondo le direttive stabilite dalla Lega Nazionale Dilettanti, ma flessibili, in relazione al numero delle società retrocesse dal Campionato Interregionale e perciò, a seconda delle varie situazioni regionali, la fine del campionato poteva avere degli spareggi sia di promozione che di retrocessione.

## Squadre partecipanti
| Squadra               | Città                              |
| --------------------- | ---------------------------------- |
| U.S. Alense           | Ala (Italia) (TN)                  |
| U.S. Anaune           | Cles (TN)                          |
| U.S. Dolomitica       | Predazzo (TN)                      |
| U.S. Gardolo          | Trento (TN)                        |
| U.S. Lavis            | Lavis (TN)                         |
| A.C. Merano           | Merano (BZ)                        |
| S.S. Olivo            | Arco (TN)                          |
| U.S. Oltrisarco       | Bolzano (BZ)                       |
| U.S. Passirio         | Merano (BZ)                        |
| A.C. Riva del Garda   | Riva del Garda (TN)                |
| U.S. Rovereto         | Rovereto (TN)                      |
| U.S. Salorno / Salurn | Salorno (BZ)                       |
| S.C. Sankt Pauls      | Appiano sulla Strada del Vino (BZ) |
| U.S. Stadium O.M.T.   | Pergine Valsugana (TN)             |
| U.S. Termeno / Tramin | Termeno (BZ)                       |
| A.S. Virtus Don Bosco | Bolzano (BZ)                       |

## Classifica finale
|  | Pos. | Squadra          | Pt | G  | V  | N  | P  | GF | GS | DR  |
|  | ---- | ---------------- | -- | -- | -- | -- | -- | -- | -- | --- |
|  | 1.   | Merano           | 44 | 30 | 18 | 8  | 4  | 51 | 23 | +28 |
|  | 2.   | Passirio         | 40 | 30 | 16 | 8  | 6  | 43 | 28 | +15 |
|  | 3.   | Riva del Garda   | 40 | 30 | 17 | 6  | 7  | 47 | 22 | +25 |
|  | 4.   | Anaune           | 37 | 30 | 13 | 11 | 6  | 39 | 26 | +13 |
|  | 5.   | Termeno / Tramin | 37 | 30 | 13 | 11 | 6  | 37 | 28 | +9  |
|  | 6.   | Rovereto         | 36 | 30 | 13 | 10 | 7  | 39 | 19 | +20 |
|  | 7.   | Alense           | 36 | 30 | 13 | 10 | 7  | 44 | 38 | +6  |
|  | 8.   | Salorno / Salurn | 30 | 30 | 10 | 10 | 10 | 33 | 41 | -8  |
|  | 9.   | Oltrisarco       | 28 | 30 | 7  | 14 | 9  | 38 | 43 | -5  |
|  | 10.  | Gardolo          | 27 | 30 | 6  | 15 | 9  | 29 | 40 | -11 |
|  | 11.  | Virtus Don Bosco | 26 | 30 | 7  | 12 | 11 | 38 | 40 | -2  |
|  | 12.  | Dolomitica       | 24 | 30 | 8  | 8  | 14 | 35 | 44 | -9  |
|  | 13.  | Lavis            | 24 | 30 | 7  | 10 | 13 | 32 | 41 | -9  |
|  | 14.  | Sankt Pauls      | 21 | 30 | 8  | 5  | 17 | 29 | 50 | -21 |
|  | 15.  | Olivo            | 20 | 30 | 6  | 8  | 16 | 21 | 36 | -15 |
|  | 16.  | Stadium O.M.T.   | 10 | 30 | 2  | 6  | 22 | 24 | 59 | -35 |